# IX Korpus Górski SS

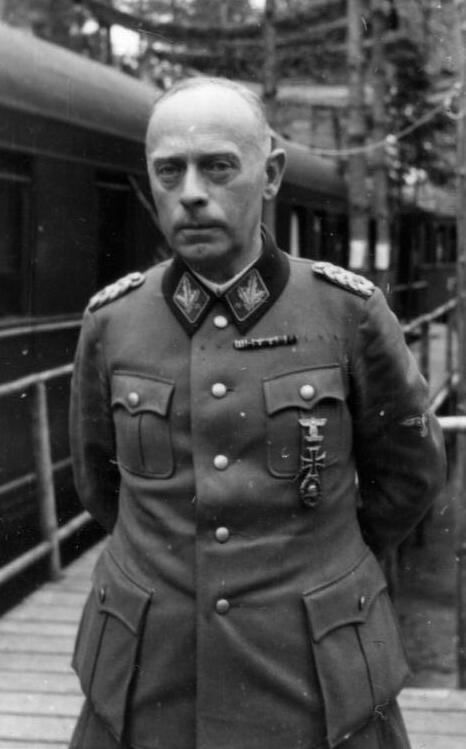
Karl Pfeffer-Wildenbruch, jeden z dowódców IX Korpusu Górskiego SS

IX Chorwacki Korpus Górski SS (IX. Waffen-Gebirgs-Armeekorps der SS [Kroatisches]) - jeden z niemieckich korpusów Waffen-SS, utworzony w Chorwacji. 
Utworzony w lipcu 1944 roku w Chorwacji. W założeniach miał być wspólnym korpusem dla chorwackich i albańskich jednostek Waffen-SS. Wobec niemożliwości zapełnienia go 13 i 23 Dywizjami Górskimi SS przeformowany w IX Korpus SS i zestawiony z różnych jednostek Wehrmachtu i SS. Korpus został zniszczony w lutym 1945 roku w Budapeszcie. Podporządkowany w 2 Armii Pancernej z Grupy Armii F (do grudnia 1944), następnie 6 Armii z Grupy Armii Południe (do końca wojny).

## Dowódcy korpusu
- SS-Gruppenführer Karl-Gustav Sauberzeig (lipiec - grudzień 1944)
- SS-Obergruppenführer Karl von Pfeffer-Wildenbruch (grudzień 1944 - luty 1945)

## Struktura organizacyjna
Skład 16 września 1944 (Chorwacja):
- - 109 Batalion Sygnalizacyjny Korpusów SS
  - 509 Oddział Artylerii Górskiej SS
  - Schwere SS-Beobachtungs-Batterie 509
  - 509 Batalion Przeciwlotniczy SS
  - 509 Oddział Żandarmerii Polowej SS
  - 509 Oddział Poczty Polowej SS
  - 509 Oddział Szpitala Polowego SS
  - Grupa Operacyjna Dörner SS
- 118 Dywizja Strzelców
- 7 Ochotnicza Dywizja Górska SS Prinz Eugen
- 369 Dywizja Piechoty
- 13 Dywizja Górska SS Handschar

Skład 26 grudnia 1944 (Budapeszt):
- - SS-Korps-Nachrichten-Abteilung 109
  - 509 Oddział Artylerii Górskiej SS
  - Schwere SS-Beobachtungs-Batterie 509
  - 509 Batalion Przeciwlotniczy SS
  - 509 Oddział Żandarmerii Polowej SS
  - 509 Oddział Poczty Polowej SS
  - 509 Oddział Szpitala Polowego SS
- 8 Dywizja Kawalerii SS Florian Geyer
- 22 Ochotnicza Dywizja Kawalerii SS Maria Theresia
- 13 Dywizja Pancerna
- Korpus Pancerny Feldherrnhalle
- 271 Dywizja Piechoty
  - Flaksturmregiment Nr.12
  - 4 Oddział Policji SS
  - 4 Bataliony Piechoty (pozostałości z uprzednich jednostek)